# Trío Trovarroco
El Trío Trovarroco, que inicialmente se llamó Trío de Cuerdas Arte y Estilo, nace en 1999 como una idea del maestro Rachid López, guitarrista concertista de Villa Clara, para trabajar la música de concierto.
Con un formato no tradicional para este género, el trío se ha desempeñado en temas clásicos del Barroco y del Renacimiento, en piezas del siglo XV y XVI, a la vez que ha realizado un trabajo muy interesante con obras del repertorio latinoamericano y tradicional cubano, llevándolo siempre a planos de música concertante y mezclándolo con elementos propios de ese género, sin perder la sonoridad rítmica del timbre. También trabajan la vieja y la nueva trova cubanas.
Músicos:
Rachid López(director)-Guitarra
César Bacaró-Bajo acústico
Maykel Elizarde- Guitarra Tres

## Primer disco y primeras giras internacionales
En el año 2000 la firma disquera BIS MUSIC los contrata como talento exclusivo de su Catálogo y les propone hacer su primer CD Sueño de un despertar con el cual logran tres nominaciones en la Feria Internacional Cubadisco 2001.
En noviembre del 2002 realizan su primera gira internacional como miembros de la delegación cubana a la Feria Internacional Del Libro de Guadalajara, México, causando allí una magnífica impresión, tanto a los integrantes de la delegación artística (Compay Segundo, Eliades Ochoa, Isaac Delgado, José María Vitier, Omara Portuondo, Amaury Pérez, Noel Nicola, Vicente Feliú, Marta Valdez, etc.) como a la prensa especializada de México.
En agosto de 2003 participan en el First National Longhouse Festival de Vancouver, Canadá, obteniendo allí saldos muy favorables por parte de la crítica especializada.
En noviembre del 2003 participan en la celebración del Centenario del Banorte en la Ciudad de México (D.F.).

## Segundo disco
En noviembre del 2003 Trovarroco graba su segundo CD llamado Juramento. 
En el mes de enero del 2004 el trío parte hacia Alemania formando parte del espectáculo Live from Buena Vista Havana Lounge, con el cual realizan conciertos en 10 ciudades Alemanas, en este espectáculo el trío se une a figuras como Pio Leiva, Guillermo Rubalcaba, Daniel Alayo. Luís Valiente (Betún), Julio Fernández, etc.
En abril de 2004 participaron en la Feria de la Palabra en la Ciudad de México, teniendo presentaciones en varias universidades y en el recinto ferial de Banamex, donde compartieron escenario y acompañaron a la señora Guadalupe Pineda. En el último concierto compartieron escenario con Silvio Rodríguez, Fito Páez, Manuel Argudín y Delgadillo.

## Junto a Silvio Rodríguez y otros
En el mes de agosto del 2004, fueron invitados por el destacado trovador Silvio Rodríguez a realizar un trabajo conjunto para hacer el lanzamiento en España, en el mes de septiembre, de su última producción discográfica Cita con Ángeles. Para esto hicieron su primera presentación los días 29 y 30 en el Teatro habanero Karl Marx.
Entre los días 7 y 17 de septiembre realizan una gira por varias ciudades de España acompañando al cantautor Silvio Rodríguez. 
En diciembre del 2004 Trovarroco parte hacia Alemania a realizar la gira como parte del proyecto Live from Buena Vista Havana Lounge con el cual visitan 13 ciudades de Alemania y 2 de Austria.
En el mes de febrero del año 2005 realizan una gira por Cuba con el trovador Silvio Rodríguez para promocionar su último proyecto discográfico y bajo el lema Por una cultura de la naturaleza. En esta gira hacen conciertos en 7 ciudades del país.
En abril de ese año viajan a Chile y Argentina con Silvio. En Chile se presentaron en el Movistar Arena los días 20 , 22 y 23 de mayo con un total de 36 Mil personas en los 3 conciertos y en Argentina en el Luna Park.
En mayo viajan a México con el trovador y se presentan en el Auditorio Nacional y el Zócalo. En julio viajan a España junto con Silvio y se presentan en Córdoba y Barcelona.
Diciembre de 2005 los encuentra de nuevo integrando el proyecto Buena Vista Havana Lounge con el cual recorren diez ciudades alemanas, una holandesa y tres suizas. 
En abril de 2006 viajan a República Dominicana y realizan tres conciertos con el trovador Silvio Rodríguez, dos en el Teatro Nacional de Santo Domingo y uno en Santiago de los Caballeros.
En mayo de nuevo como parte del Buena Vista Havana Lounge visitan Italia, Austria, Alemania, Bélgica, Holanda, Rumania.
En junio parten para Río de Janeiro, Brasil, para realizar dos conciertos en el centro cultural Banco do Brasil.
En agosto y septiembre de este año realizan una gira con Silvio Rodríguez por España e Inglaterra.

## Otros proyectos
Aunque Trovarroco continúa en activo y con gran vitalidad en sus diez años de vida, de su seno se han desprendido nuevos proyectos con sonoridades diferentes pero el mismo talento. 
Maykel's Quartet es una creación del tresero Maykel Elizarde, un joven prodigio de la música cubana que explota aquí las infinitas probabilidades de su instrumento en un formato más jazzístico. En este cuarteto se integra también, al bajo, César Bacaró, miembro de Trovarroco. 
Por otra parte existe Cuba Añejo SOn, un septeto tradicional del maestro Rachid López, del que forma parte también Maykel Elizarde, con un amplio y variado repertorio. 
En 2009, las tres agrupaciones se integraron juntas en un Gran Concierto por los Diez años del Trío Trovarroco.
Participaron junto a Silvio Rodríguez en el Concierto Paz sin Fronteras. 
A principios de 2010 a cada uno de los miembros del Trío les fue impuesta la Distinción por la Cultura Cubana, un reconocimiento que se otorga a pocos y escogidos artistas de la Isla. 

## Discos en los que han participado
Sueño de un despertar-TRIO TROVARROCO(2000)
Siempre será el amor-Dúo Evocación (2001)
Rochy-Rochy (2001)
Las Flores del Jardín-Trova espirituana (2001)
Trov@nónima-Varios Trovadores(2001)
Luna Trovera-Augusto Blanca(2001)
De el Agua que Bebimos-Varios Trovadores (2002)
Regresaré-Varios Trovadores (2002)
JURAMENTO-TRIO TROVARROCO (2003)
Tres por Cuatro-Varios Treseros (2005)